# Arrondissement di Gourdon
L'arrondissement di Gourdon è una suddivisione amministrativa francese, situata nel dipartimento del Lot e nella regione dell'Occitania.

## Composizione
L'arrondissement di Gourdon raggruppa 85 comuni in 9 cantoni:
- cantone di Gourdon
- cantone di Gramat
- cantone di Labastide-Murat
- cantone di Martel
- cantone di Payrac
- cantone di Saint-Germain-du-Bel-Air
- cantone di Salviac
- cantone di Souillac
- cantone di Vayrac